# Qafë-Mali
Qafë-Mali er en kommune i Pukë distriktet, Shkodër regionen i det nordlige Albanien. Der er 9 bosættelser i Qafë-Mali.
1. Armiraj
2. Kryezi
3. Lajthizë
4. Lumëbardhë
5. Mollëkuqe
6. Orosh
7. Qafë-Mali
8. Srriqe
9. Tuç

42°05′N 20°03′Ø / 42.08°N 20.05°Ø